# Nou Barris

Lage von Nou Barris im Stadtgebiet von Barcelona

Nou Barris ist ein Stadtbezirk von Barcelona im Nordosten der katalanischen Hauptstadt mit rund 165.000 Einwohnern (Stand: 2016).

Die 13 Nachbarschaften von Nou Barris

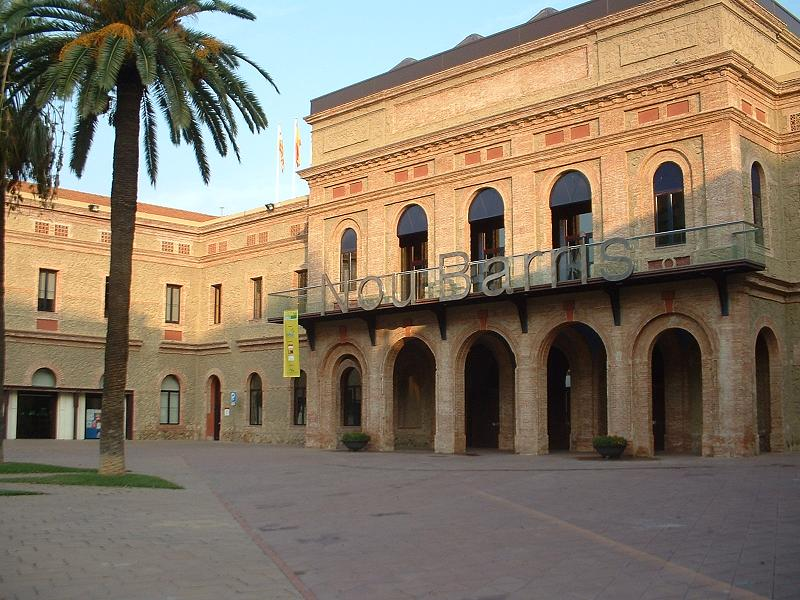
Das ehemalige Institut Mental de la Santa Creu i de Sant Pau, 1889 als Krankenhaus für (damals sogenannte) Geisteskranke eröffnet und 1987 geschlossen, ist heute der Sitz der Bezirksverwaltung.

Das Gebiet des Stadtbezirks gehörte ursprünglich zu den Nachbarorten Horta (heute Horta-Guinardó) und Sant Andreu. Die weiträumige Besiedelung erfolgte erst in den 1950er, 1960er und 1970er Jahren. Der Name „Nou Barris“ bedeutet wörtlich „9 Nachbarschaften“ und bezieht sich auf deren Anzahl bei der Gründung 1984. Heute ist der Stadtbezirk Nou Barris in 13 Nachbarschaften unterteilt:
| Code | Name                          | Einwohner (2016) | Fläche (ha) | Einwohnerdichte (Personen/ha) |
| ---- | ----------------------------- | ---------------- | ----------- | ----------------------------- |
| 44   | Vilapicina i la Torre Llobeta | 25.522           | 56,7        | 450,1                         |
| 45   | Porta                         | 24.567           | 84,1        | 292,1                         |
| 46   | El Turó de la Peira           | 15.373           | 35,4        | 434,3                         |
| 47   | Can Peguera                   | 2.216            | 12,0        | 184,7                         |
| 48   | La Guineueta                  | 15.050           | 61,1        | 246,3                         |
| 49   | Canyelles                     | 6.925            | 79,3        | 87,4                          |
| 50   | Les Roquetes                  | 15.428           | 64,2        | 240,3                         |
| 51   | Verdun                        | 12.261           | 23,7        | 517,3                         |
| 52   | La Prosperitat                | 26.166           | 59,5        | 439,8                         |
| 53   | La Trinitat Nova              | 7.259            | 56,0        | 129,6                         |
| 54   | Torre Baró                    | 2.795            | 176,8       | 15,8                          |
| 55   | Ciutat Meridiana              | 10.055           | 35,5        | 283,2                         |
| 56   | Vallbona                      | 1.354            | 59,8        | 22,6                          |
| VIII | Nou Barris                    | 164.971          | 804,1       | 205,1                         |